# Szymankowo (Lichnowy)
Szymankowo (deutsch: Simonsdorf) ist ein Dorf in Polen im Woiwodschaft Pommern, im Powiat Malborski (Kreis Marienburg) in der Landgemeinde Lichnowy (Groß Lichtenau).
Das Dorf ist ein Zentrum der Freiwilligen Feuerwehr.

## Geografie
Szymankowo liegt zwischen Marienburg und Dirschau, zwischen den Flüssen Nogat und Weichsel, etwa 5 km südlich von Lichnowy, 9 km nordwestlich von Marienburg und 38 km südöstlich von der Hauptstadt der Region Danzig.

## Geschichte
Simonsdorf kam als Folge der ersten polnische Teilung zur 1773 gegründeten preußischen Provinz Westpreußen. 1820 hatte Simonsdorf 186 Einwohner, darunter 37 Mennoniten. 1857 wurde die Bahnstrecke von Marienburg über Simonsdorf nach Tczew, 1886 die Bahnstrecke von Simonsdorf über Neuteich nach Tiegenhof in Betrieb genommen.
1920 wechselte Simonsdorf vom deutschen Kreis Marienburg in den Landkreis Großes Werder der Freien Stadt Danzig. Als Teil der Freien Stadt war Simonsdorf Grenzknoten der deutsch-polnischen Eisenbahn. Mit Einnahme des Freistaates am 1. September 1939 durch Deutschland und die folgende völkerrechtlich nicht anerkannte Annexion kam Simonsdorf bis 1945 unter deutsche Herrschaft.

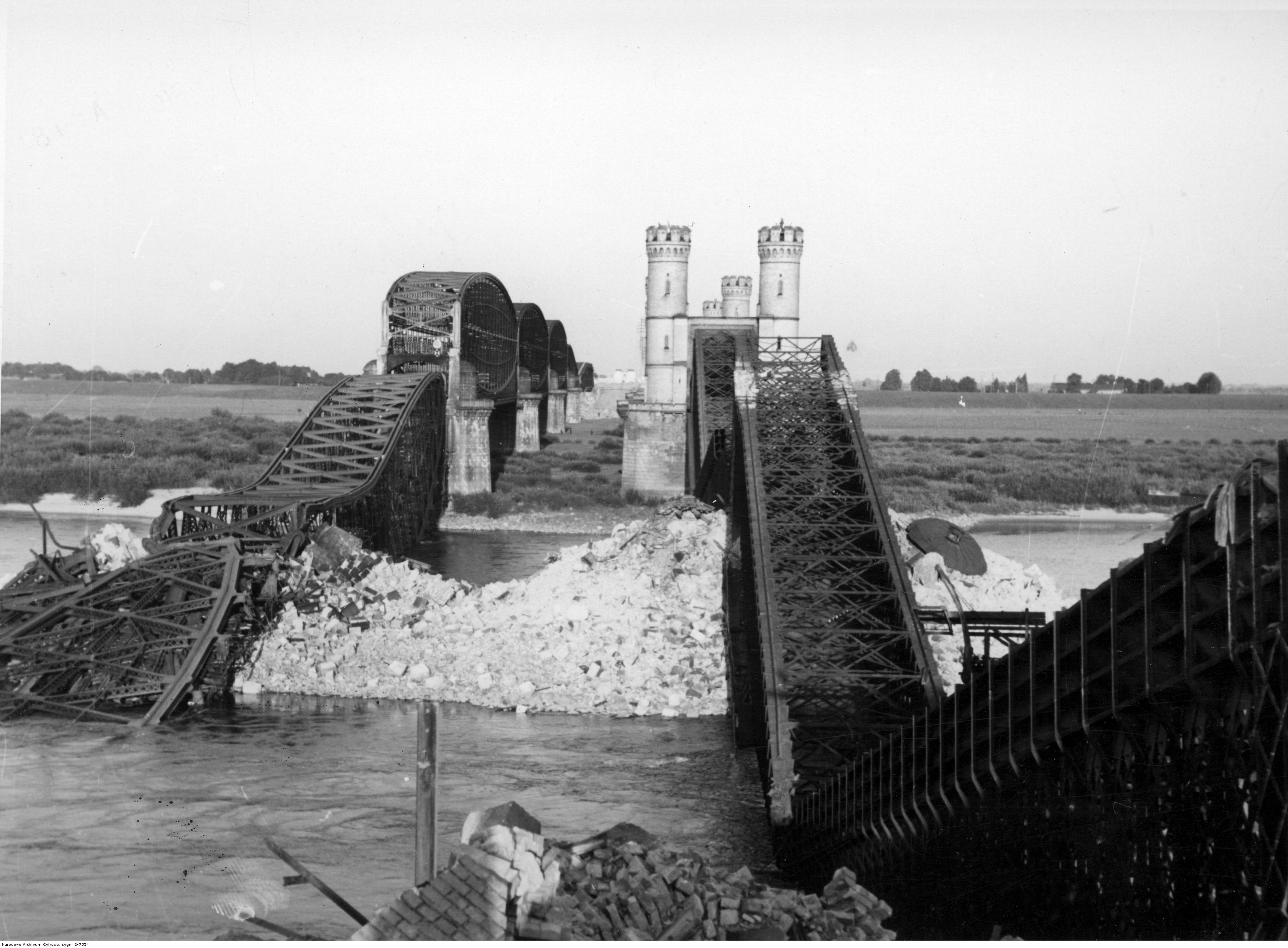
Die von Polen gesprengte Weichselbrücke Dirschau der Bahnstrecke Berlin – Königsberg

1939 bestand Simonsdorf aus ca. 23 bis 25 Wohngebäuden, 2 Gutshäusern und einem Bauernhof, auf dem der Bürgermeister, Paul Foth, wohnte. Außerdem gab es in Simonsdorf 2 Schulen – eine polnische und eine deutsche. Die polnische Schule wurde im April 1934 gegründet. Im Dorf befanden sich eine Bahnstation, eine Poststelle, eine Molkerei, ein Kolonialwarengeschäft, 2 kleine Gaststätten und ein Gendarmerieposten. Am Rande des Dorfes stand eine Windmühle, die heute nicht mehr existiert. In Simonsdorf lebten damals rund 120 polnische und deutsche Familien. Simonsdorf wurde zwischen April bis Oktober von 150 bis 160 Saisonarbeitern unterstützt.

### Massaker von Simonsdorf

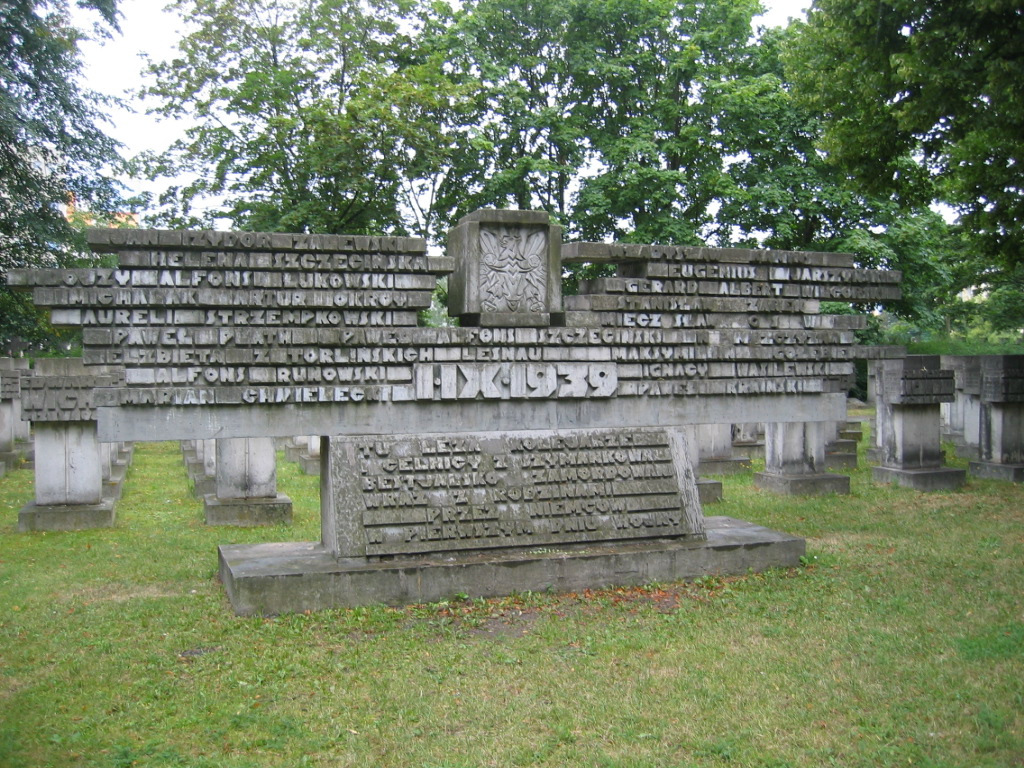
Denkmal für die am 1. September 1939 in Simonsdorf getöteten Polen

Am 1. September 1939 wurde in Simonsdorf von polnischen Eisenbahnern und Zollbeamten die Durchfahrt eines Zuges gestoppt, der von deutschen Pionieren in polnischen Uniformen besetzt war und dem ein Panzerzug folgte mit dem Ziel, die Weichselbrücke bei Dirschau für die deutsche Wehrmacht einzunehmen. Die Wachen an der Brücke wurden durch den Anruf eines polnischen Bahnarbeiters aus Simonsdorf gewarnt, sie konnten die Brücke rechtzeitig sprengen. Die Deutschen ermordeten während der Zugfahrt etliche polnische Bahnangestellte, 20 allein in Simonsdorf.

### Verwaltungszugehörigkeit
- bis 1772 Königreich Polen
- 1772–1919 Königreich Preußen
- 1920–1939 Freie Stadt Danzig
- 1939–1945 Reichsgau Danzig-Westpreußen
- 1975–1998 Wojewodschaft Elbląg